# مراموراک
مراموراک (به صربی: Mramorak) یک منطقهٔ مسکونی در صربستان است که در Kovin municipality واقع شده‌است. مراموراک ۳٬۱۴۵ نفر جمعیت دارد و ۱۰۹ متر بالاتر از سطح دریا واقع شده‌است.